# Јан Фишер
Инг. Јан Фишер, (2. јануара, 1951. Праг) је чешки економиста и статистичар. Био је председник Чешког статистичког завода а од априла 2009. до јула 2010. године био је и председник владе Чешке републике. Тренутно је један од кандидата председничких избора за 2013. годину. Јеврејске је вероисповести.

## Живот
1974. године је завршио студије статистике и економетрије на народном привредном факултету, на високој економској школи у Прагу. У периоду 1980. - 1988. је био члан комунистичке партије Чехословачке. Од 2002. године делује као водећи на истраживачким радовима на факултету информатике и статистике. Некадашњи подпредсенкик статистичког завода за председника статистичког завода именован је 24. априла 2003. године и до именовања за председника владе радио је тамо када га је наследио Јиржи Кржовак.

## Политичка делатност
У годинама 1980. до 1989. био је члан Комунистичке партије Чехословачке. Фишер је био 9. априла 2009. године именован за председника владе у Чешкој републици.
Године 2012. Фишер је постао независни кандидат за председничке изборе, које ће се одржати у јануару 2013. године. Петицију да Фишер постане председнички кандидат је потписао 100.000 људи (мада је минимум 50.000). Финансијска подршка Фишеру стигла и од различитих фирми и предузетника, као што су, на пример, Томаш Хренек, Микулаш Шведа и Јаромир Соукуп. Предизборна кампања Јана Фишера је коштала 26,5 милиона круна (114.2 милона динара) и била је најскупља од свих кандидата. У предизборним извештајима се Фишер налазио на првом или другом месту, иза или испред Милоша Земана, бившег председника владе (1998. - 2002).
У првом кругу председничких избора је Фишер добио 16% свих гласова, и освојио треће место, иза Милоша Земана и Карела Шварценберга. Иако што је раније сматран као један од главних кандидата, победио га и бивши премијер Земан, и министар иностраних послова Шварценберг.